# Клермон-Ферран (округ)
Округ Клермон-Ферран (фр. Arrondissement de Clermont-Ferrand) — округ у Франції, в департаменті Пюї-де-Дом. 2023 року округ об'єднував 73 муніципалітети, населення становило 362 500 осіб.
Адміністративний центр (супрефектура) — Клермон-Ферран.

## Муніципалітети
Список муніципалітетів округу та їхні коди INSEE:
1. Бійом (63040)
2. Бланза (63042)
3. Бомон (63032)
4. Бонгеа (63044)
5. Борегар-л'Евек (63034)
6. Бузель (63049)
7. Бюссеоль (63059)
8. Вассель (63445)
9. Вейр-Монтон (63455)
10. Вертезон (63453)
11. Вік-ле-Конт (63457)
12. Глен-Монтегю (63168)
13. Дюртоль (63141)
14. Еглізнев-пре-Бійом (63146)
15. Еда (63026)
16. Еспіра (63154)
17. Естандей (63155)
18. Жерза (63164)
19. Іронд-е-Бюрон (63472)
20. Іссерто (63177)
21. Клермон-Ферран (63113)
22. Коран (63120)
23. Курноль (63123)
24. Курнон-д'Овернь (63124)
25. Ла (63188)
26. Ла-Рош-Бланш (63302)
27. Ла-Рош-Нуар (63306)
28. Ла-Совта (63413)
29. Ламд (63193)
30. Ле-Крест (63126)
31. Ле-Мартр-де-Вейр (63214)
32. Ле-Сандр (63069)
33. Мангльє (63205)
34. Мірфлер (63227)
35. Мозен (63216)
36. Монморен (63239)
37. Мюр-сюр-Альє (63226)
38. Невіль (63252)
39. Ноанан (63254)
40. Об'єр (63014)
41. Оллуа (63259)
42. Ольна (63019)
43. Орсе (63262)
44. Орсін (63263)
45. Отеза (63021)
46. Перинья-ле-Сарльєв (63272)
47. Перинья-сюр-Альє (63273)
48. Піньоль (63280)
49. Пон-дю-Шато (63284)
50. Ренья (63297)
51. Романья (63307)
52. Руая (63308)
53. Саллед (63405)
54. Себаза (63063)
55. Сейра (63070)
56. Сен-Бонне-лез-Альє (63325)
57. Сен-Дьє-д'Овернь (63334)
58. Сен-Жан-дез-Ольєр (63365)
59. Сен-Жене-Шампанель (63345)
60. Сен-Жорж-сюр-Альє (63350)
61. Сен-Жульєн-де-Коппель (63368)
62. Сен-Морис (63378)
63. Сен-Санду (63395)
64. Сен-Сатюрнен (63396)
65. Сент-Аман-Талланд (63315)
66. Талланд (63425)
67. Трезіу (63438)
68. Фає-ле-Шато (63157)
69. Ша (63096)
70. Шамальєр (63075)
71. Шанона (63084)
72. Шатоге (63099)
73. Шор'я (63106)